# Therese Chromik
Therese Chromik, Geburtsname Rieffert (* 16. Oktober 1943 in Liegnitz, Provinz Niederschlesien) ist eine deutsche Schriftstellerin.

## Persönliches
Resi Rieffert (später Therese Chromik) wurde am 16. Oktober 1943 in Liegnitz im heutigen Polen geboren. Nach der Flucht 1945 wuchs sie in der Lüneburger Heide auf. Sie heiratete 1970 Christian Chromik und wurde Mutter von zwei Söhnen, Marcus und Ansgar. Seit 1979 ist sie verwitwet.

### Beruflicher Werdegang
Therese Chromik studierte ab 1964 Philosophie, Germanistik, Geographie und Kunst in Marburg und Kiel und unterrichtete ab 1970 an Gymnasien in Kiel und Husum. Seit 1980 leitete sie Schüler-Schreibwerkstätten für Kreatives Schreiben sowie Schreibseminare für Nachwuchsautoren. Daraus entstanden Veröffentlichungen und Lehraufträge an der Erziehungswissenschaftlichen Fakultät der Universität Kiel über das Kreative Schreiben. Sie bildete als Fachleiterin für Deutsch am Institut für Praxis und Theorie der Schule Lehrer aus. Zeitweise war sie beigeordnete Referentin im Kultusministerium. Sie war Mitglied der Jury des bundesweiten Wettbewerbs „Schüler schreiben“. Ab 2000 war Therese Chromik Schulleiterin der Theodor-Storm-Schule in Husum. Seit 2007 ist sie Dozentin für Kreatives Schreiben an der JuniorAkademie. 2011 promovierte sie an der Universität Breslau zur Doktorin. Von 1983 an veröffentlicht Therese Chromik eigene Lyrik und Prosa in verschiedenen Verlagen. Sie ist seit 1984 Mitherausgeberin des Jahrbuchs Euterpe (Bände 2–11) und verschiedener Anthologien. Therese Chromik ist mit mehreren Preisen ausgezeichnet worden. 

## Werk
Therese Chromik ist vor allem Lyrikerin, verfasst aber auch Prosatexte, vor allem Kurzprosa, Erzählungen und Biografien. Einige Bände hat sie selbst illustriert. Zu einigen ihrer Gedichte gibt es Vertonungen von Edith Hamer. Fachübergreifend arbeitet sie auch in Projekten mit Malerinnen der GEDOK (Verband der Gemeinschaften der Künstlerinnen und Kunstförderer e. V.). Sie ist ein Mitglied verschiedener literarischer Gesellschaften. Viele ihrer Gedichte wurden in mehrere Sprachen übersetzt. „Der Himmel über mir“ und „Das schöne Prinzip“ wurden ins Polnische übersetzt und in Breslau herausgegeben.

## Schriften

### Bücher
- Unterwegs. Gedichte mit eigenen Grafiken. Mit Interpretation von Erich Trunz 1983. 3. Auflage. Hohenwestedt 1990, ISBN 3-924256-40-3, vgr.
- Schlüsselworte. Gedichte. Kiel 1984, ISBN 3-924723-00-1vgr.
- Lichtblicke. Gedichte und Geschichten. Kiel 1985, ISBN 3-924723-05-2.
- Flugschatten. Gedichte und Prosagedichte. 2. Auflage. Husum 1995, ISBN 3-88042-399-7.
- Stachelblüte. Gedichte und Kurzprosa. Mit Vertonungen von Edith Hamer. Husum 1990, ISBN 3-88042-515-9.
- Als es zurückkam, das Paradies. Ein Zyklus. Husum 1992, ISBN 3-88042-624-4.
- Holzkopftexte. Kurzprosa mit eigenen Grafiken. Hohenwestedt/ Nordstrand 1993, ISBN 3-924256-49-7 vgr.
- Kores Gesang. Gedichte. Würzburg  1997, ISBN 3-87057-221-3.
- Wir Planetenkinder. Gedichte. Würzburg 2000, ISBN 3-87057-237-X.
- Der Himmel über  mir. Gedichte. Husum 2003, ISBN 3-89876-097-9.
  - polnische Übersetzung: Niebo nade mną. Wiersze. Wrocław 2008, ISBN 978-83-7432-426-7.
- Das schöne Prinzip. Gedichte. 2006, ISBN 3-89876-273-4.
  - polnische Übersetzung: Piękna zasada. Wiersze. Wrocław 2007, ISBN 978-83-7432-290-4.
- Da ich ein Kind war. Geschichten. Würzburg 2008, ISBN 978-3-87057-303-4.
- Franziska zu Reventlow (1871–1918). „Wenn ich nur lieben kann“. Biografie. Schmidt und Klaunig, Kiel 2009, ISBN 978-3-88312-415-5.
- Ich will glauben, es sei Sommer. Gedichte. Verlag Ralf Liebe, Weilerswist 2010, ISBN 978-3-941037-50-2.
  - polnische Übersetzung: Chcę wierzyć, że jest lato. Wrocław 2016. ISBN 978-83-7977-236-0
- Theorie und Praxis des kreativen Schreibens. (Teoria i praktyka kreatywnego pisania). (zugleich Dissertation, Universität Breslau, Wrocław 2012), Lang-Edition, Berlin, Warszawa, New York 2012, ISBN 978-3-631-63221-5.
- …im launigen Rhythmus des Himmels… Gedichte. Verlag Ralf Liebe, Weilerswist 2012, ISBN 978-3-941037-86-1.
- Helmut Braun (Hrsg.): Mit meinen Armen teile ich das Meer. Ausgewählte Gedichte. Anlässlich des 70. Geburtstags von Therese Chromik. Verlag Ralf Liebe, Weilerswist 2013, ISBN 978-3-944566-10-8.
- Ida Dehmel. Ein Leben für die Kunst. Verlag Husum Druck, Husum 2015, ISBN 978-3-89876-783-5.
- Das dritte Testament. Prosa. Verlag Ralf Liebe, Weilerswist 2015, ISBN 978-3-944566-42-2.
- Nordfriesische Impressionen und ihre Übertragung ins Friesische (Leitung Prof. Dr. Thomas Steensen), mit Fotos von Uwe Lorenzen, Husum 2016, ISBN 978-3-89876-836-8
- Mohnliebe, Gedichte und ihre Übertragung ins Plattdeutsche (Karl Heinz Groth) mit Fotos von Uwe Lorenzen, Husum 2017, ISBN 978-3-89876-872-6
- Helmut Braun (Hrsg.): Therese Chromik, Wilhelmshorst: Märkischer Verlag, ISBN 978-3-943708-37-0
- Blau ist mein Hut. Hrsg. Helmut Braun, Vorwerk 8, Berlin 2019, ISBN 978-3-947238-11-8
- Die Nachtigall und das Chaos. Hrsg. Helmut Braun, Verlag Ralf Liebe, Weilerswist 2023, ISBN 978-3-948682-45-3

Herausgaben:
- Von der Unlesbarkeit des Seins. Festschrift für Bodo Heimann, Husum 2015, ISBN 978-3-89876-791-0.
- Euterpe, Euterpe Verlag Kiel 1984 danach Husum Verlag, Husum (Mitherausgeberschaft)  – Bd. 2 mit Bodo Heimann, Hedwig Heckt und Friedrich Mülder (1984)  – Bd. 3 mit Bodo Heimann, Hedwig Heckt und Friedrich Mülder (1985)  – Bd. 4 mit Bodo Heimann, Friedrich Mülder und Doris Runge (1986)  – Bd. 5 mit Bodo Heimann, Friedrich Mülder und Doris Runge (1987)  – Bd. 6 mit Bodo Heimann und Friedrich Mülder (1988)  – Bd. 7 mit Bodo Heimann und Friedrich Mülder (1989)  – Bd. 8 mit Bodo Heimann und Friedrich Mülder (1990)  – Bd. 9 mit Bodo Heimann und Friedrich Mülder (1991)  – Bd. 10 mit Bodo Heimann, Sigurd Schmidt und Helmut Kasper (1992)
- Anthologien im Husum Verlag
- Poetische Landschaften, hrsg. mit Bodo Heimann und Friedrich Mülder, Husum 2001, ISBN 3-88042-996-0.
- Poetische Porträts, hrsg. mit Bodo Heimann und Friedrich Mülder, Husum 2005, ISBN 3-89876-223-8.
- Poetische Gärten, hrsg. mit Bodo Heimann, Husum 2008, ISBN 978-3-89876-424-7.
- Anrufung des Friedens, hrsg. mit Bodo Heimann, Husum 2010, ISBN 978-3-89876-488-9.
- ZusammenLeben, hrsg. mit Bodo Heimann, Husum 2013, ISBN 978-3-89876-677-7.

### Publikationen, Essay-Beiträge
u. a.
- Die Chance der Poesie. In: Bodo Heimann, Therese Chromik, Friedrich Mülder (Hrsg.): Euterpe. Jahrbuch für Literatur. Band 6. Husum 1988, S. 11–16.
- ‚Dichten‘ in der Schule. In: Praxis Pädagogik. Diesterweg, 1992.
- Hilde Domin. An der Schweigegrenze. In: Carsten Gansel, Paweł Zimniak (Hrsg.): Reden und Schweigen in der deutschsprachigen Literatur nach 1945. Fallstudien. Wrocław / Dresden 2006, S. 385–406.
- Die große Unbekannte. Rose Ausländer. In: Norbert Honza, Helmut Skowronek (Hrsg.): Zbliżenia Interkulturowe / Interkulturelle Annäherungen. Wrocław, 2008
- Ida, die Muse zwischen zwei Dichtern. In: Studia Niemcoznacze, Warszawa 2014, tom LIV
- Lerne vom Lyriker. Bodo Heimann. In: Studia Niemcoznacze, Warszawa 2015, tom LV
- Von der Unlesbarkeit des Sens. Zu Bodo Heimanns 80. Geburtstag. In: Studia Niemcoznacze, Warszawa 2015, tom LV
- Karoline von Günderode. Traum und Wirklichkeit. Studia Niemcoznacze, Warszawa 2015, tom LV
- Theorie und Praxis des Kreativen Schreibens, Polnische Studien zur Germanistik, Kulturwissenschaft und Linguistik, Herausgegeben von Norbert Honsza, Band 1, Frankfurt am Main 2012, ISBN 978-3-631-63221-5
- Leben in Wort. Dichterinnen in bedrohlicher Zeit. Europäische Studien zur Germanistik, Kulturwissenschaft und Linguistik. Band 11, Herausgegeben von Monika Wolting, Norbert Honsza, Przemysław Sznurkowski, Berlin 2019, ISBN 978-3-631-77004-7

### Publikationen, Gedichte-Beiträge in Anthologien
u. a. in:
Frankfurter Anthologie 14 Hrsg. Reich-Ranicki, Insel Verlag, Frankfurt und Leipzig 1991
Frauen dichten anders, Hrsg. Reich-Ranicki, Insel Verlag 1998
- Süchtig nach Worten. Anthologie der GEDOK Schleswig-Holstein, 2013, ISBN 978-3-89876-692-0
- Stimmenvielfalt.Gedichte aus Schleswig-Holstein vom Barock bis zur Gegenwart. Hrsg. Peter Nicolaisen, Wachholtz Verlag 2012. ISBN 978-3-529-02371-2
- Kiel im Gedicht, Herausgegeben von Walter Arnold, Kiel 2017, ISBN 978-3-529-05166-1
- Geschenke des Meeres, Hrsg. Uwe Wollf, Eschbach, 2018, ISBN 978-3-86917-604-8

## Auszeichnungen
- Landespreis der GEDOK Schleswig-Holstein 1989.
- VS-Reisestipendium des Auswärtigen Amtes 1994.
- Andreas-Gryphius-Förderpreis 1994.
- Preis der GEDOK Rhein-Main-Taunus 1998.
- Stipendium des Künstlerhauses Edenkoben 1999.
- Edith Heine-Preis 2011.
- Nikolaus-Lenau-Preis 2012.
- Andreas-Gryphius-Preis 2014.